# Amentotaxus formosana
Amentotaxus formosana är en barrväxtart som beskrevs av Hui Lin Li. Amentotaxus formosana ingår i släktet Amentotaxus och familjen idegransväxter. Inga underarter finns listade i Catalogue of Life.
Arten förekommer i bergstrakter i södra Taiwan. Beståndet är uppdelad i fyra från varandra skilda populationer. Amentotaxus formosana växer i regioner som ligger 500 till 1300 meter över havet. Trädet är en av de mindre arterna som ingår i fuktiga skogar. Det hittas ofta i raviner eller vid andra branta sluttningar. Skogarna domineras av träd från släktena Castanopsis, Lithocarpus och eksläktet. Även Podocarpus nakaii hittas i samma skogar. Typiskt är dessutom olika buskar och ormbunkar på marken eller på träd.
För att skydda arten och andra växter inrättades två naturreservat. Innan ersattes flera ursprungliga skogar med skogar där kryptomeria är det enda trädet. Populationen är känslig för orkaner och andra naturkatastrofer. Under 1990-talet listades Amentotaxus formosana som akut hotad. Sedan har populationen inte anmärkningsvärd minskad. IUCN listar arten sedan 2013 som sårbar (VU).

## Bildgalleri

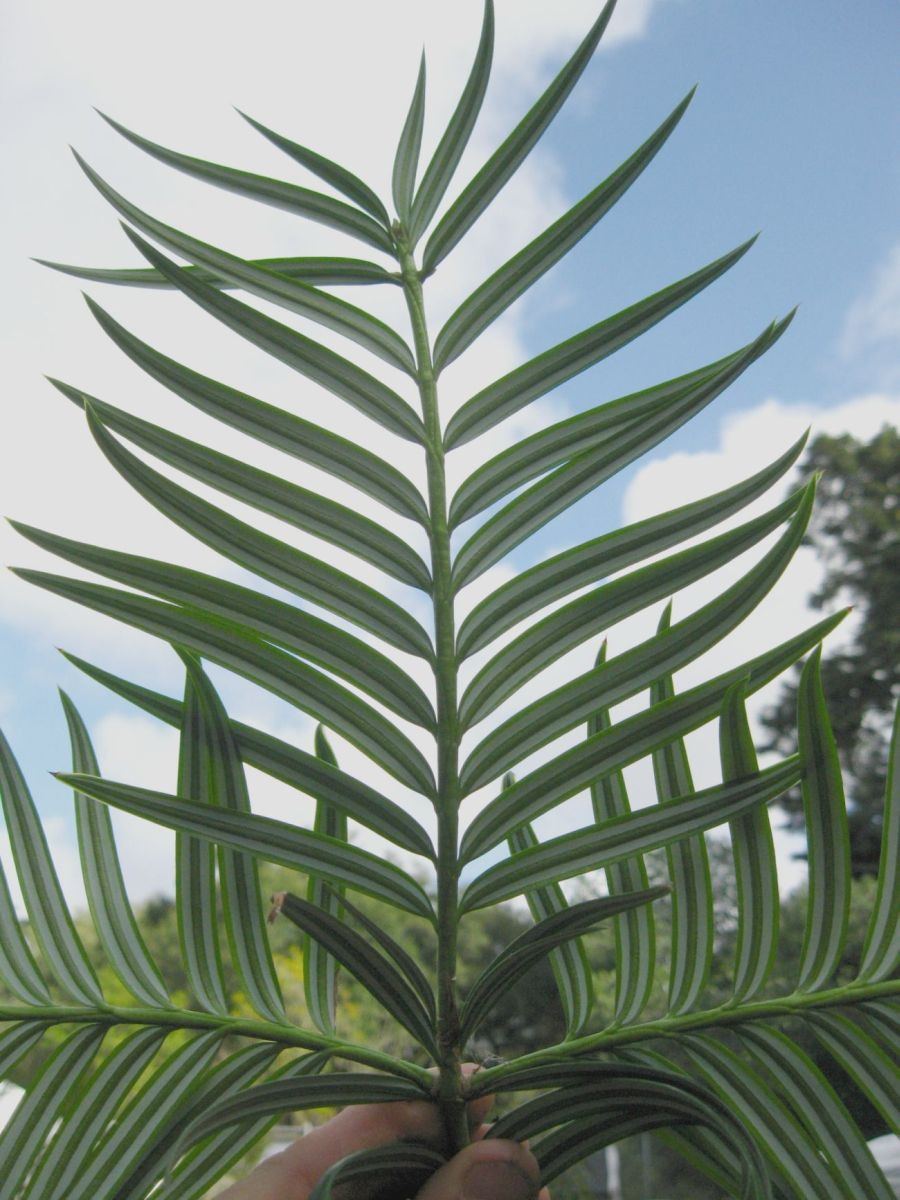
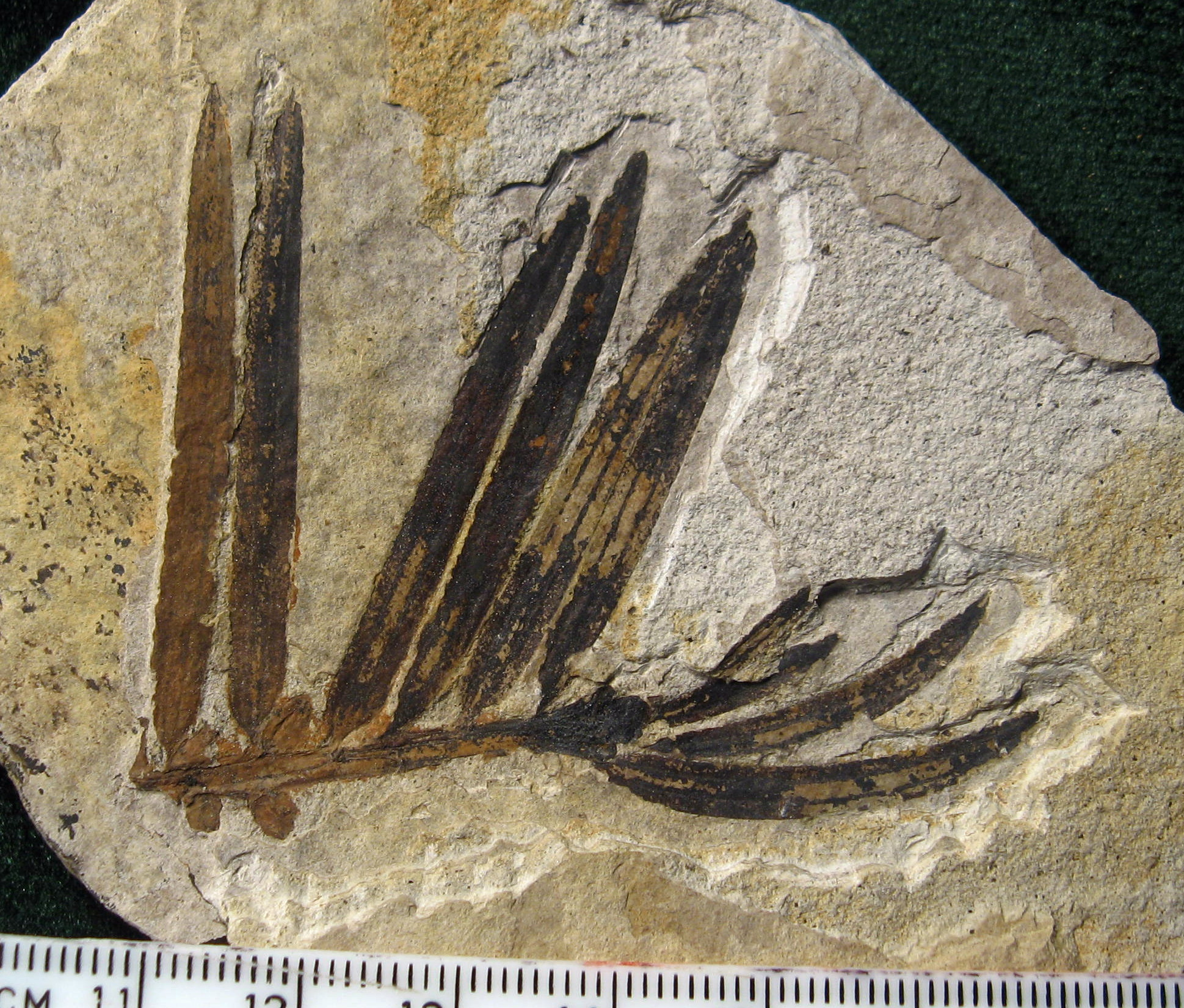